# ÖcsiKém 2. – A londoni küldetés
Az ÖcsiKém 2.: A londoni küldetés (eredeti cím: Agent Cody Banks 2: Destination London) 2004-ben bemutatott amerikai akcióvígjáték, a 2003-as ÖcsiKém című film folytatása. A film rendezője Kevin Allen, forgatókönyvírója Don Rhymer, főszereplői Frankie Muniz, Hannah Spearritt, Anthony Anderson és Keith David.  
2004. március 12-én mutatták be az Amerikai Egyesült Államokban, és világszerte 28 millió dolláros bevételt ért el a 26 milliós költségvetéssel szemben. Magyarországon DVD-n jelent meg szinkronizálva.

## Rövid történet
Két ügynöknek vissza kell szereznie egy ellopott szoftvert, mielőtt a világ vezetősége egy ördögi gonosztevő irányítása alá kerülne.

## Cselekmény
Cody Banks ügynök (Frankie Muniz) nyári táborba megy, ami valójában egy titkos létesítmény a CIA tizenéves ügynökeinek kiképzésére. Amikor egy csapat CIA-katona megpróbálja elrabolni Victor Diaz (Keith Allen) főtanácsadót, Cody segít neki megszökni, mivel összetéveszti a CIA-akciót egy kiképzési gyakorlattal. Az igazgató tájékoztatja Codyt, hogy Diaz egy titkos agykontroll-eszköz terveit tartalmazó lemezeket lopott el, és elküldi Codyt, hogy szerezze azokat vissza.
Az Egyesült Királyságban Cody nyári zenekari hallgatónak adja ki magát a Kenworth birtokon, hogy a tulajdonos Lord Duncan Kenworth (James Faulkner) után kémkedik, akit azzal gyanúsítanak, hogy Diaznak dolgozik, akit a segítője, Derek (Anthony Anderson) és Kumar (Rod Silvers), Derek jobbkeze támogat, akik Lady Josephine Kenworth (Anna Chancellor) által felbérelt szakácsnak, illetve taxisofőrnek álcázzák magukat. 
Miközben Cody titokban tartja küldetését diáktársai előtt, körbeoson a birtokon, és megerősíti, hogy Diaz és Duncan együtt dolgoznak, és hogy az agykontroll-eszköz működő prototípusával rendelkeznek, amit az is bizonyít, hogy Duncan egy kutyát italok felszolgálására és zongorajátékra kényszerít.
Másnap Cody betör a Duncan tulajdonában lévő laborba, ahol meglátja a kész eszközt: egy mikrochipet, amelyet Santiago (Santiago Segura) fogorvos tömésként helyez be egy fogüregbe. 
Nem sokkal később Cody és Derek a rakétafegyverrel felfegyverzett Diazt üldözik London utcáin keresztül, de Codyt elfogja a Metropolitan Police Service, és a Scotland Yard-hoz viszik. Később Emily (Hannah Spearritt), egy diáktársa szabadítja ki, aki Codyhoz hasonlóan valójában egy brit fedett ügynök. Miközben Emily kávét és üdítőt vesz, a csatlósok odalopakodnak Codyhoz, és spray-vel elkábítva eszméletlenre ütik, majd beültetik neki a mikrochipet.
Duncan, Santiago és Diaz befolyása alatt Cody egy londoni buszon találkozik a CIA igazgatójával, akit szintén átalakítottak. Emily elmagyarázza a dolgokat Dereknek, hogy az igazgató mellett Cody is átváltozott, és hogy ki kell venniük a mikrochipet Codyból. Miután kiütötte Codyt egy könyökkel az arcába, Derek óvatosan feldarabolja Cody egyik kütyüjét, a robbanó Mentos  cukorkát, pontosan miniatűr méretűre, hogy biztonságosan eltávolíthassa. A csoport később rájön Diaz tervére: beültetni a világ összes vezetőjét, akik mind Londonban vannak a Buckingham-palotában tartandó G7 csúcstalálkozón, és ezzel gyakorlatilag átvenné a világ irányítását. 
Cody, Derek és Emily arra következtet, hogy mivel a CIA igazgatója Diaz irányítása alatt áll, felkerülhetnek a körözési listára, ezért a csúcstalálkozó előtt beépülnek a partira. Ott rájönnek, hogy a legtöbb méltóságnak már beültették a csipet. 
Duncant a brit miniszterelnök a Királyi Pénzverde igazgatójává nevezte ki (miután ezt elfogadta, Duncan  kijelenti Josephine-nek, hogy elhagyja őt). Elmagyarázzák az igazságot a többi diáknak, akik fellépnek a vendégek előtt, és arra buzdítják őket, hogy tartsák távol a világ vezetőit a G7-csúcstalálkozón való részvételtől. Később ezt egy rögtönzött, de lelkesítő War előadással teszik meg, amelyet az összegyűlt méltóságok és maga Erzsébet királynő tánca és tapsa kísér, miközben Cody, Emily és Derek a gazemberek után kutatnak. 
Derekbe beültetik a mikrochipet, és Santiago ráállítja Codyt. Mielőtt Santiago megölhetné őt Dereken keresztül, Emily megtalálja és legyőzi őt, kikapcsolja az agykontrollszoftvert, és megmenti az amerikai elnököt.
Nem sokkal azután, hogy Cody kiveszi Derek mikrochipjét, ketten együtt eltávolítják a CIA igazgató mikrochipjét. 
Diaz, felismerve, hogy terve kudarcot vallott, megpróbál elmenekülni, de közben harcolni kezd, és Cody legyőzi őt az királynő ajándékszobájában, miközben számos felbecsülhetetlen értékű műtárgyat megsemmisít. 
Duncan szintén megpróbál megszökni, de Trival Jenkins (David Kelly), a látszólag szenilis és vak komornyikja buktatja meg, akiről kiderül, hogy Emily kezelője. Duncant Diazzal és Santiagóval együtt letartóztatják, Lady Kenworth nagy örömére.
Miután a gazembereket letartóztatták, Emily és Cody egy utolsó csókot váltanak, mielőtt Cody elindulna vissza Amerikába. Mindketten megígérik, hogy tartják a kapcsolatot. Amellett, hogy Cody jutalomból visszatér Amerikába, Derek is visszatér a táborba, és Diaz helyére lép a főtanácsadói posztra. Cody szülei felveszik őt, akik semmit sem tudnak a veszélyes tetteiről. Alex (Connor Widdows), Cody öccse megpróbál megenni néhányat a robbanó Mentosból, de Cody a tóba dobja őket, ahol ártalmatlanul felrobbannak.

## Szereplők
| Szerep                  | Színész           | Magyar hang (1.)    | Magyar hang (2.)    |
| ----------------------- | ----------------- | ------------------- | ------------------- |
| Cody Banks              | Frankie Muniz     | Baráth István       | Szalay Csongor      |
| Derek Bowman            | Anthony Anderson  | Barabás Kiss Zoltán | Kerekes József      |
| Emily Sommers           | Hannah Spearritt  | Bogdányi Titanilla  | Vági Viktória       |
| Mrs. Banks              | Cynthia Stevenson |                     |                     |
| Mr. Banks               | Daniel Roebuck    |                     |                     |
| Lady Josephine Kenworth | Anna Chancellor   | Kocsis Judit        |                     |
| Victor Diaz             | Keith Allen       | Pálfai Péter        | Barabás Kiss Zoltán |
| Lord Duncan Kenworth    | James Faulkner    | Barbinek Péter      | Rosta Sándor        |
| Trival                  | David Kelly       | Izsóf Vilmos        |                     |
| Santiago                | Santiago Segura   | Takátsy Péter       | Bartucz Attila      |
| Alex Banks              | Connor Widdows    |                     |                     |
| CIA-igazgató            | Keith David       | Varga Tamás         |                     |
| Kumar                   | Rod Silvers       |                     | Karácsonyi Zoltán   |
| Ryan                    | Jack Stanley      |                     |                     |
| Bender                  | Joshua Brody      |                     |                     |
| Bender társa            | Philip Pedersen   |                     |                     |
| Marisa                  | Sarah McNicholas  |                     |                     |
| Neville Trubshaw        | Paul Kaye         | Bódy Gergely        | Szokol Péter        |
| Isambard Jerkalot       | Julian Firth      |                     |                     |
| Felügyelő               | Mark Williams     |                     | Beratin Gábor       |
| Gordon                  | James Dreyfus     |                     | Kapácsy Miklós      |
| Elnök                   | Sam Douglas       |                     | Seder Gábor         |
| Berkhamp                | Alfie Allen       | Kováts Dániel       |                     |
| Habu                    | Keiron Nelson     |                     | Baradlay Viktor     |
| Sabeen                  | Leilah Isaac      |                     | Kántor Kitty        |
| Sonya                   | Theora Toumazi    |                     |                     |

## A film készítése
Az első Cody Banks-film rendezője, Harald Zwart eredetileg úgy volt, hogy visszatér, de pénzügyi nézeteltérések miatt távozott. Az MGM vezetői vitatták Zwart számításait, mondván, hogy a tárgyalások során kétszer is megemelték a film költségvetését, hogy megfeleljenek az ő elvárásainak. A tervezett költségvetés 30 millió dollár fölött mozgott, és az ár mérsékelten emelkedett, ahogy az a folytatásoknál gyakran előfordul. Kevin Allen rendezőnek ajánlották fel a direktori munkát, miután az MGM vezetőit lenyűgözték az indie vígjátékai. A film egyik vezetői feladata az volt, hogy kevésbé támaszkodjon a CGI díszletekre, és nagyobb hangsúlyt fektessen a komédiára, Allen pedig azt mondta a megbízásról: „Ha nincs pénzed, nevettesd meg őket”. A ÖcsiKém 2.: A londoni küldetés forgatása Londonban és Cobham Hall-ban (Kent) zajlott, ahol a Gilt Room a Buckingham-palota királynő ajándékszobájaként funkcionált, miközben Cody Banks (Frankie Muniz) Victor Diaz (Keith Allen) ellen küzd egy kincsekkel teli szobában.

## Médiakiadás
2004. július 13-án jelent meg VHS-en és DVD-n, Blu-ray-en pedig 2016. május 24-én.

## Fordítás
- Ez a szócikk részben vagy egészben  az   Agent Cody Banks 2: Destination London című angol Wikipédia-szócikk fordításán alapul.  Az eredeti cikk szerkesztőit annak laptörténete sorolja fel. Ez a jelzés csupán a megfogalmazás eredetét és a szerzői jogokat jelzi, nem szolgál a cikkben szereplő információk forrásmegjelöléseként.